# Atletismo nos Jogos Pan-Americanos de 2011 - Lançamento de dardo feminino
A competição do lançamento de dardo feminino foi um dos eventos do atletismo nos Jogos Pan-Americanos de 2011, em Guadalajara. Foi disputada no Estádio Telmex de Atletismo no dia 27 de outubro.

## Calendário
Horário local (UTC-6).
| Data          | Horário | Fase  |
| ------------- | ------- | ----- |
| 27 de outubro | 17:15   | Final |

## Medalhistas
| Ouro   | USA Alicia DeShasier |
| Prata  | CUB Yainelis Ribeaux |
| Bronze | CUB Yanet Cruz       |

## Recordes
Recordes mundial e pan-americano antes da disputa dos Jogos Pan-Americanos de 2011.
| Tipo                             | Atleta            | Marca   | Local     | Data                   |
| -------------------------------- | ----------------- | ------- | --------- | ---------------------- |
|                                  | Barbora Špotáková | 78,28 m | Stuttgart | 13 de setembro de 2008 |
| Recorde dos Jogos Pan-Americanos | Osleidys Menéndez | 65,85 m | Winnipeg  | 25 de julho de 1999    |

## Resultados

### Final
| Pos.              | Atleta           | País                     | 1     | 2     | 3     | 4     | 5     | 6     | Resultado | Obs.                 |
| ----------------- | ---------------- | ------------------------ | ----- | ----- | ----- | ----- | ----- | ----- | --------- | -------------------- |
| Medalha de ouro   | Alicia DeShasier | USA Estados Unidos       | 58.01 | X     | 53.69 | 53.57 | 53.87 | X     | 58.01     | Recorde pessoal      |
| Medalha de prata  | Yainelis Ribeaux | CUB Cuba                 | 55.67 | X     | 55.29 | X     | 54.01 | 56.21 | 56.21     |                      |
| Medalha de bronze | Yanet Cruz       | CUB Cuba                 | 56.19 | X     | X     | 55.68 | X     | 55.56 | 56.19     |                      |
| 4                 | Yusbely Parra    | VEN Venezuela            | 50.01 | 51.72 | 49.11 | 53.49 | 51.54 | 49.42 | 53.49     |                      |
| 5                 | Coralys Ortiz    | PUR Porto Rico           | 52.81 | X     | X     | X     | 49.92 | X     | 52.81     |                      |
| 6                 | Fresa Esther     | DOM República Dominicana | 48.87 | 51.54 | 50.81 | 51.79 | 51.69 | 51.26 | 51.79     |                      |
| 7                 | Olivia McKoy     | JAM Jamaica              | 50.55 | 51.07 | 51.40 | X     | X     | 50.89 | 51.40     |                      |
| 8                 | Kateema Riettie  | JAM Jamaica              | 50.97 | X     | 47.91 | X     | X     | X     | 50.97     |                      |
| 9                 | Laverne Eve      | BAH Bahamas              | X     | 50.82 | X     |       |       |       | 50.82     | Recorde da temporada |
| 10                | Avione Allgood   | USA Estados Unidos       | 47.32 | X     | 50.37 |       |       |       | 50.37     |                      |
| 11                | Olga Subeldía    | PAR Paraguai             | 48.01 | 49.89 | 49.17 |       |       |       | 49.89     |                      |
| 12                | Abigail Gómez    | MEX México               | X     | 45.19 | 49.15 |       |       |       | 49.15     |                      |
| 13                | Leryn Franco     | PAR Paraguai             | 48.70 | X     | X     |       |       |       | 48.70     |                      |
| 14                | Dalila Rugama    | NCA Nicarágua            | 46.82 | X     | X     |       |       |       | 46.82     |                      |
| 15                | Laila Silva      | BRA Brasil               | 46.43 | 46.01 | 45.74 |       |       |       | 46.43     |                      |

Legenda
| Recorde mundial                  | Recorde mundial (World record)               |                       | Recorde africano                      | Recorde africano (African) |                                           | Q | Classificado por posição (Qualified) |
| Recorde dos Jogos Pan-Americanos | Recorde pan-americano (Pan-American record)  | Recorde da América    | Recorde da América (Americas)         | q                          | Classificado por melhor tempo (Qualified) |   |                                      |
| Melhor marca do ano              | Melhor marca do ano (World leading)          | Recorde asiático      | Recorde asiático (Asian)              | DNS                        | Não largou (Did not start)                |   |                                      |
| Recorde nacional                 | Recorde nacional (National record)           | Recorde europeu       | Recorde europeu (European)            | DNF                        | Não terminou (Did not finish)             |   |                                      |
| Recorde pessoal                  | Recorde pessoal do atleta (Personal best)    | Recorde da Oceania    | Recorde da Oceania (Oceania)          | DSQ / DQ                   | Desclassificado (Disqualified)            |   |                                      |
| Recorde da temporada             | Recorde da temporada do atleta (Season best) | Recorde sul-americano | Recorde sul-americano (South America) | NM                         | Sem marca (No mark)                       |   |                                      |